# Abdülaziz I
Abdülaziz I, hijo de Mahmud II (1830-1876), fue sultán del Imperio otomano en el periodo comprendido entre 1861 y 1876, y sucedió en el trono a su hermano Abd-ul-Mejid I.
Sigue una línea reformista en la cultura y da más libertades a sus súbditos. En su mandato, el Imperio otomano entró en una gran decadencia, con una gran crisis financiera que afectará a los movimientos y aspiraciones nacionalistas de los pueblos integrantes del Imperio, perdiendo Rumanía, Serbia y Egipto y produciéndose alzamientos en Bosnia y Bulgaria. Lo sustituyó en el trono el hijo de su hermano y sobrino suyo, Murad V.

## Primeros años
Sus padres fueron Mahmud II y Pertevniyal Sultán (1812–1883), originalmente llamada Besime, una circasiana. En 1868 Pertevniyal residía en el Palacio de Dolmabahçe. Ese año Abdulaziz llevó a la visitante Eugenia de Montijo, emperatriz de Francia, a ver a su madre. Pertevniyal consideró que la presencia de una mujer extranjera dentro de su habitación privada del serrallo era un insulto. Según los informes, abofeteó a Eugenia en la cara, lo que casi causó un incidente internacional. Según otro relato, Pertevniyal estaba indignada por la franqueza de Eugenia al tomar del brazo a uno de sus hijos mientras él le ofrecía un recorrido por el jardín del palacio, y ella le dio a la emperatriz una palmada en el estómago como un recordatorio posiblemente más sutilmente intencionado de que no estaban en Francia.
La mezquita Pertevniyal Valide Sultan fue construida bajo el patrocinio de su madre. Los trabajos de construcción comenzaron en noviembre de 1869 y la mezquita se terminó en 1871.
Sus abuelos paternos fueron el sultán Abdul Hamid I y la sultana Nakşidil Sultan. Varios relatos identifican a su abuela paterna con Aimée du Buc de Rivéry, prima de la emperatriz Josefina. Pertevniyal era hermana de Khushiyar Qadin, tercera esposa de Ibrahim Pasha de Egipto. Khushiyar e Ibrahim fueron los padres de Isma'il Pasha.

## Reinado
Entre 1861 y 1871, las reformas Tanzimat que comenzaron durante el reinado de su hermano Abdulmejid I continuaron bajo el liderazgo de sus principales ministros, Mehmed Fuad Pasha y Mehmed Emin Âli Pasha. Nuevos distritos administrativos (Valiato) se establecieron en 1864 y un Consejo de Estado se estableció en 1868. La educación pública se organizó según el modelo francés y la Universidad de Estambul se reorganizó como una institución moderna en 1861. También fue parte integral en el establecimiento del primer código civil otomano.
Abdulaziz cultivó buenas relaciones con Francia y el Reino Unido. En 1867 fue el primer sultán otomano en visitar Europa occidental; su viaje incluyó una visita a la Exposición Universal (1867) en París y un viaje al Reino Unido, donde fue nombrado Caballero de la Jarretera por la reina Victoria y se le mostró una Royal Navy Fleet Review con Ismail Pasha. Viajó en un vagón privado, que hoy se puede encontrar en el Museo Rahmi M. Koçde Estambul. Sus compañeros Caballeros de la Jarretera, orden creada en 1867, fueron Charles Gordon-Lennox, 6.º Duque de Richmond, Charles Manners, 6.º Duque de Rutland, Henry Somerset, 8.º Duque de Beaufort, Príncipe Arturo, Duque de Connaught y Strathearn (un hijo de la Reina Victoria), Francisco José I de Austria y Alejandro II de Rusia.
También en 1867, Abdulaziz se convirtió en el primer sultán otomano en reconocer formalmente el título de Jedive (Virrey) para ser utilizado por el Vali (Gobernador) del Eyalato Otomano de Egipto y Sudán (1517-1867), que así se convirtió en el Jedivato de Egipto (1867-1914). Muhammad Ali Pasha y sus descendientes habían sido los gobernadores (Vali) del Egipto otomano y Sudán desde 1805, pero estaban dispuestos a usar el título más alto de Jedive, que no fue reconocido por el gobierno otomano hasta 1867. A cambio, el primer Jedive, Ismail Pasha, había acordado un año antes (en 1866) aumentar los ingresos fiscales anuales que Egipto y Sudán proporcionarían al tesoro otomano. Entre 1854 y 1894, los ingresos de Egipto y Sudán fueron a menudo declarados como garantía por el gobierno otomano para pedir préstamos a bancos británicos y franceses. Después de que el gobierno otomano declarara un incumplimiento soberano de sus pagos de deuda externa el 30 de octubre de 1875, que desencadenó la Gran Crisis Oriental en las provincias balcánicas del imperio que condujo a la devastadora Guerra Ruso-Turca (1877-78) y el establecimiento de la Administración de la Deuda Pública Otomana en 1881, la importancia para Gran Bretaña de las garantías con respecto a los ingresos otomanos de Egipto y Sudán aumentó. Combinado con el mucho más importante Canal de Suez que se abrió en 1869, estas garantías fueron influyentes en la decisión del gobierno británico de ocupar Egipto y Sudán en 1882, con el pretexto de ayudar al gobierno otomano-egipcio a sofocar la revuelta de Urabi (1879-1882). Egipto y Sudán (junto con Chipre) nominalmente permanecieron como territorios otomanos hasta el 5 de noviembre de 1914, cuando el Imperio británico declaró la guerra contra el Imperio Otomano durante la Primera Guerra Mundial.
En 1869, Abdulaziz recibió visitas de Eugenia de Montijo, emperatriz consorte de Napoleón III de Francia y otros monarcas extranjeros en su camino hacia la apertura del Canal de Suez. El príncipe de Gales, el futuro Eduardo VII, visitó Estambul dos veces.
En 1871, tanto Mehmed Fuad Pasha como Mehmed Emin Âli Pasha murieron. El Segundo Imperio Francés, su modelo europeo occidental, había sido derrotado en la guerra franco-prusiana por la Confederación Alemana del Norte bajo el liderazgo del Reino de Prusia. Abdulaziz recurrió al Imperio ruso en busca de amistad, mientras continuaban los disturbios en las provincias balcánicas. En 1875, la rebelión de Herzegovina fue el comienzo de nuevos disturbios en las provincias de los Balcanes. En 1876, el Levantamiento de Abril vio la insurrección extenderse entre los búlgaros. El malestar se acumuló contra Rusia por su aliento a las rebeliones.
Si bien ningún evento lo llevó a ser depuesto, la pérdida de cosechas de 1873 y sus lujosos gastos en la Armada Otomana y en nuevos palacios que había construido, junto con la creciente deuda pública, ayudaron a crear una atmósfera propicia para su derrocamiento. Abdulaziz fue depuesto por sus ministros el 30 de mayo de 1876.

## Muerte
La muerte de Abdulaziz en el Palacio de Çırağan en Estambul unos días después fue documentada como un suicidio.
Tras el destronamiento del sultán Abdulaziz, fue llevado a una habitación en el Palacio de Topkapi. Esta habitación resultó ser la misma habitación en la que fue asesinado el sultán Selim III. La habitación le hizo preocuparse por su vida y posteriormente solicitó ser trasladado al Palacio Beylerbeyi. Su solicitud fue denegada porque el palacio se consideró inconveniente para su situación y fue trasladado al Palacio Feriye. Sin embargo, se había vuelto cada vez más nervioso y paranoico acerca de su seguridad. En la mañana del 5 de junio, Abdulaziz pidió unas tijeras para cortarse la barba. Poco después de esto, fue encontrado muerto en un charco de sangre que fluía de dos heridas en sus brazos.
A varios médicos se les permitió examinar su cuerpo. Entre los cuales "Dr. Marco, Nouri, A. Sotto, Médico adscrito a la Embajada Imperial y Real de Austria-Hungría; Dr. Spagnolo, Marc Markel, Jatropoulo, Abdinour, Servet, J. de Castro, A. Marroin, Julius Millingen, C. Caratheodori; E. D. Dickson, médico de la Embajada Británica; Dr. O. Vitalis, Médico de la Junta Sanitaria; Dr. E. Spadare, J. Nouridjian, Miltiadi Bey, Mustafa, Mehmed" certificaron que la muerte había sido "causada por la pérdida de sangre producida por las heridas de los vasos sanguíneos en las articulaciones de los brazos" y que "la dirección y la naturaleza de las heridas, junto con el instrumento que se dice que las produjo, nos llevan a concluir que se había producido un suicidio". Uno de esos médicos también declaró que "su piel estaba muy pálida y completamente libre de moretones, marcas o manchas de cualquier tipo. No había lividez de los labios que indicara asfixia ni ningún signo de presión aplicada a la garganta".

### Teorías de conspiración
Hay varias fuentes que afirman que la muerte de Abdulaziz se debió a un asesinato. El autor nacionalista islámico Necip Fazıl Kısakürek afirmó que se trataba de una operación clandestina llevada a cabo por los británicos.
Otra afirmación similar se basa en el libro Las memorias del sultán Abdulhamid II. En el libro, que resultó ser un fraude,  Abdulhamid II afirma que el sultán Murad V había comenzado a mostrar signos de paranoia, locura y continuos desmayos y vómitos hasta el día de su coronación, e incluso se arrojó a una piscina gritando a sus guardias para proteger su vida. Los políticos de alto rango de la época temían que el público se indignara y se rebelara para devolver a Abdulaziz al poder. Así, organizaron el asesinato de Abdulaziz cortándole las muñecas y anunciaron que "se suicidó". Este libro de memorias fue comúnmente referido como un testimonio de primera mano del asesinato de Abdulaziz. Sin embargo, se demostró, más tarde, que Abdulhamid II nunca escribió ni dictó tal documento.

## Familia
El harén de Abdülaziz era conocido porque, aunque la esclavitud en el Imperio Otomano ya había sido abolida, su madre Pertevniyal Sultan continuó enviándole esclavas del Cáucaso.

### Consortes
Abdülaziz tuvo seis consortes (cadinas, o sea esposas):
- Dürrinev Kadin (15 de marzo de 1835-4 de diciembre de 1895). BaşKadin (primera cadina). Llamada también Dürrunev Kadın. Georgiana, nacida princesa Melek Dziapş-lpa, antes de convertirse en consorte fue dama de honor de Servetseza Kadin, consorte de Abdülmecid I. Tuvo dos hijos y una hija.
- Edadil Kadin (1845-12 de diciembre de 1875). Segunda cadina. Era abjasia, nacida princesa Aredba. Se convirtió en consorte de Abdülaziz en el momento de su ascenso al trono. Tuvo un hijo y una hija.
- Hayranidil Kadin (2 de noviembre de 1846-26 de noviembre de 1895). Segunda cadina (Kadın) después de la muerte de Edadil. Tal vez era de origen esclavo. Tuvo un hijo y una hija.
- Neşerek Kadin (1848-11 de junio de 1876). Tercera cadina. Llamada también Nesrin Kadın o Nesteren Kadin. Circasiana, nacida en Sochi como la princesa Zevş-Barakay. Tuvo un hijo y una hija.
- Gevheri Kadin (8 de julio de 1856-6 de septiembre de 1884). Cuarta cadina. Era abjasia y su verdadero nombre era Emine Hanim. Tuvo un hijo y una hija.
- Yıldız Hanim. BaşIkbal. Hermana de Safinaz Kadın, consorte de Abdülhamid II. Tuvo dos hijas.

Además de estas, Abdülaziz planeaba casarse con la princesa egipcia Tawhida Hanim, hija del jedive egipcio Isma'il Pasha. Su Gran Visir, Mehmed Füad Paşah, se opuso al matrimonio y escribió una nota para el sultán explicando que el matrimonio sería políticamente contraproducente y daría a Egipto una ventaja indebida. Sin embargo, el Gran Chambelán, en lugar de entregar la nota al sultán, se la leyó en público, humillándolo. Aunque el proyecto de matrimonio fue abandonado, Füad fue despedido por el incidente.

### Descendencia

#### Hijos
Abdülaziz tuvo seis hijos:
- Şehzade Yusuf Izzeddin (11 de octubre de 1857-1 de febrero de 1916)- con Dürrinev Kadın. Hijo predilecto de su padre, nació cuando Abdülaziz todavía era príncipe y, por lo tanto, se mantuvo oculto hasta su acceso al trono. Durante su reinado, Abdülaziz intentó sin éxito cambiar la ley de sucesión para permitirle heredar el trono. Tuvo seis consortes, dos hijos y dos hijas.
- Şehzade Mahmud Celaleddin (14 de noviembre de 1862-1 de septiembre de 1888)- con Edadil Kadin. Fue vicealmirante, pianista y flautista. Era el sobrino predilecto de Adile Sultan, quien le dedicó varios componentes poéticos. Tuvo una consorte, pero no tuvo hijos.
- Şehzade Mehmed Selim (28 de octubre de 1866-21 de octubre de 1867)- con Dürrinev Kadın. Nació y murió en el Palacio de Dolmabahçe, enterrado en el mausoleo de Mahmud II.
- Abdülmecid II (29 de mayo de 1868-23 de agosto de 1944)- con Hayranidil Kadin. Nunca se convirtió en sultán debido a la abolición del sultanato en 1922, y fue el último califa del Imperio Otomano.
- Şehzade Mehmed Şevket (5 de junio de 1872-22 de octubre de 1899)- con Neşerek Kadın. Sin padres a la edad de cuatro años, fue recibido en el Palacio Yıldız por Abdülhamid II, quien lo crio con sus hijos. Tuvo una consorte y un hijo.
- Şehzade Mehmed Seyfeddin (22 de septiembre de 1874-19 de octubre de 1927)- con Gevheri Kadin. Sin padre a la edad de dos años, fue recibido por Şehzade Yusuf Izzeddin. Vicealmirante y músico. Tuvo cuatro consortes, tres hijos y una hija.

#### Hijas
Abdülaziz tuvo siete hijas:
- Fatma Saliha Sultán (10 de agosto de 1862-1941)- con Dürrinev Kadın. Se casó una vez y tuvo una hija.
- Nazime Sultán (25 de febrero de 1866-9 de noviembre de 1947)- con Hayranidil Kadin. Se casó una vez, pero no tuvo hijos.
- Emine Sultán (30 de noviembre de 1866-23 de enero de 1867)- con Edadil Kadin. Nació y murió en el Palacio de Dolmabahçe. Enterrada en el mausoleo de Mahmud II.
- Esma Sultán (21 de marzo de 1873-7 de mayo de 1899)- con Gevheri Kadin. Sin padre a la edad de tres años, fue recibida con su madre por su medio hermano Şehzade Yusuf Izzedin. Se casó una vez y tuvo cuatro hijos y una hija. Murió en su último parto.
- Fatma Sultán (1874-1875) - con Yıldız Hanim. Nació y murió en el Palacio Dolmabahçe, enterrada en el mausoleo de Mahmud II.
- Emine Sultán (24 de agosto de 1874-29 de enero de 1920) - con Neşerek Kadın. Sin padres a la edad de dos años, fue recibida con su madre por su medio hermano Şehzade Yusuf Izzedin. Se casó una vez y tuvo una hija.
- Münire Sultán (1876/1877-1877) - con Yıldız Hanim. Nació póstumamente y murió recién nacida.

## Títulos y tratamientos
Esta tabla aún no está actualizada. Puedes contribuir aportando información sobre títulos y tratamientos de esta persona.